# Anders Oscar Elliot

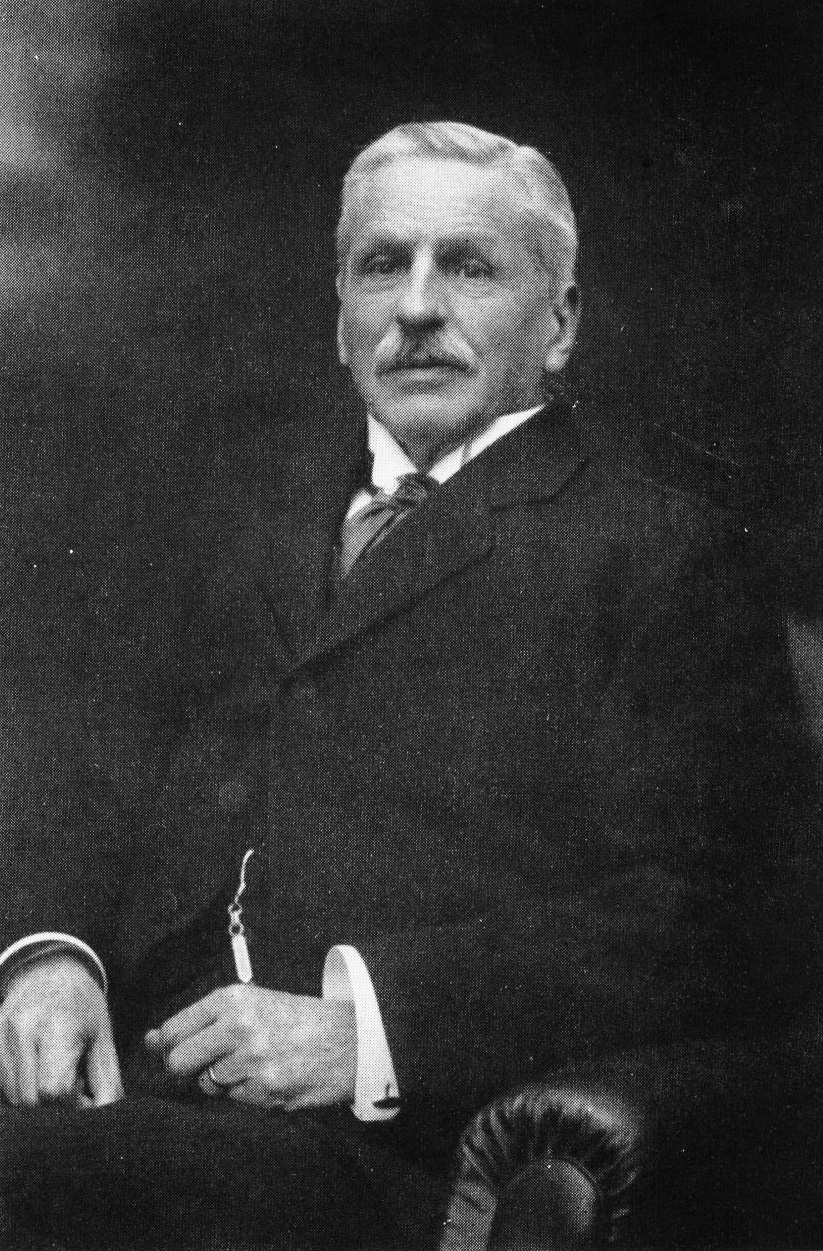
Anders Oscar Elliot. Foto 1915

Anders Oscar Elliot, född 1 december 1840 på militärhögskolan Karlberg i Solna socken, död 26 mars 1931 i Göteborg, var en svensk ämbetsman, polismästare i Göteborg.

## Biografi
År 1853 flyttade Elliots föräldrar från Karlberg till Stockholm, där han gick i Maria skola men efter ett par år förflyttades till Stockholms lyceum. I december 1859 avlade han studentexamen i Uppsala och ägnade sig därefter åt juridiska studier. Den 22 maj 1863 avlade han hovrättsexamen och arbetade sedan ett par år såsom extra ordinarie i Kungl. Maj:ts kansli, Svea hovrätt - auskultant 1 juni samma år samt extra ordinarie notarie där 16 mars 1864 - och Stockholms rådhusrätt. I början av 1865 fick han anställning hos häradshövding G. Montén, vilkens domsaga omfattade Sundals, Nordals och Valbo häraden i södra Dalsland. I början av 1866 fick han sitt första förordnande att hålla ting och blev vice häradshövding 1867, polisinspektor och chef för Detektiva avdelningen i början av 1868 i Göteborg. Kontoret låg då i Rådhuset vid Gustaf Adolfs torg och konstaplarnas antal var nio stycken, varav en var överkonstapel. Han blev rådman där 1880 och var polismästare där 1882 till 1902, då familjen flyttade till Stockholm. Han satt i direktionen för Göteborgs hospital samt hade ett stort antal kommunala uppdrag. Bland annat var han 1870 "Direktör för uppsighten i 1:a Fattigdistriktet" (norr om Stora Hamnkanalen inom Vallgraven) under Göteborgs Fattigförsörjnings-Inrättnings styrelse samt ledamot av Fångvårds-Sällskapets styrelse, ordförande för Bostads-Aktiebolaget i Göteborg, ledamot av styrelsen för Slottskogsparken samt ordförande för hälsovårdsnämnden.
Han var en av huvudpersonerna i det Wetterlindska dramat i Göteborg 1887.

## Familj
Elliot var son till löjtnanten Johan Isak Elliot och Kristina Amalia, född Åkerlund. Han gifte sig i september 1878 med Hulda Ingeborg Hasselblad (1852–1934), dotter till köpmannen i Göteborg Victor Hasselblad. Han var äldre bror till justitiekansler Erik Elliot och till Magnus Elliot (1842–1925). Makarna Elliot är begravda på Östra kyrkogården i Göteborg.

## Utmärkelser
Riddare av Vasaorden 1876, riddare av Nordstjärneorden 1885 samt riddare av Ryska S:t Stanislaiorden av andra klassen.